# أمير رحماني
أمير رحماني (بالألبانية: Amir Rrahmani‏) (24 فبراير 1994 ببريشتينا في كوسوفو - ) هو لاعب كرة قدم ألباني كوسوفي في مركز الدفاع يلعب مع نادي نابولي الإيطالي. شارك مع منتخب ألبانيا تحت 21 سنة لكرة القدم ومنتخب ألبانيا لكرة القدم ومنتخب كوسوفو لكرة القدم. أما مع النوادي، فقد لعب مع بارتيزاني تيرانا ونادي رادنيتشكي سبليت ونادي درنيتشا ‏.

## وصلات خارجية
- أمير رحماني على موقع الاتحاد الأوربي (الإنجليزية)
- أمير رحماني على موقع قاعدة بيانات كرة القدم.إي يو (الإنجليزية)
- أمير رحماني على موقع ناشيونال فوتبول تيمز (الإنجليزية)
- أمير رحماني على موقع Soccerbase.com (لاعب) (الإنجليزية)
- أمير رحماني على موقع Soccerway.com (الإنجليزية)
- أمير رحماني على موقع عالم كرة القدم.نت (الإنجليزية)
- أمير رحماني على موقع AS.com (الإسبانية)